# Gérard Othon
Gérard Othon, ou Gural Ot en occitan, né en 1285 à Camboulit et mort en 1348 à Catane en Sicile, était un théologien français, ministre général de l'ordre franciscain, évêque de Catane et patriarche latin d'Antioche.

## Biographie
Son nom apparaît dans les manuscrits médiévaux sous la forme « Geraldus », un peu plus fréquemment que « Gerardus ». Cette forme est également plus proche de la forme vernaculaire « Guiral Ot », que l'on trouve dans un poème du troubadour toulousain Raimon de Cornet.
Il est certainement né à Camboulit vers 1285 dans une famille à laquelle appartient également Bertrand Augier de La Tour, également un franciscain important étroitement lié à Jean XXII et nommé cardinal en 1320. Gérard rejoignit l'ordre franciscain à Figeac.
En accord avec le pape, il promeut des missions franciscaines, envoyant constamment de nouveaux missionnaires en Perse, Géorgie, Arménie (1329), Malabar (1330), Chine, Tatar (1331) et Bosnie (1340).
Le 27 novembre 1342, Benoît XII le nomma patriarche latin d'Antioche ainsi qu'évêque de Catane, en Sicile.
En octobre 1347, la peste noire s'abattit sur le port sicilien voisin de Messine, dont les habitants lui demandèrent que les reliques de sainte Agathe soient transférées de Catane à Messine. Il accepta, mais les Catanais refusèrent. En guise de compromis, il trempa les reliques dans l'eau et apporta personnellement l'eau à Messine, mais à son retour de Messine, il mourut de la peste noire et fut enterré dans la cathédrale de Catane.